# Kelly Silva (judoka brasileña)
Kelly Silva es una deportista brasileña que compitió en judo. Ganó una medalla de plata en el Campeonato Panamericano de Judo de 2006 en la categoría de –70 kg.

## Palmarés internacional
| Campeonato Panamericano | Campeonato Panamericano  | Campeonato Panamericano | Campeonato Panamericano |
| Año                     | Lugar                    | Medalla                 | Categoría               |
| ----------------------- | ------------------------ | ----------------------- | ----------------------- |
| 2006                    | Buenos Aires (Argentina) | Medalla de plata        | –70 kg                  |